# Chiesa dei Santi Filippo e Giacomo (Campodenno)
La chiesa dei Santi Filippo e Giacomo è una chiesa sussidiaria a Segonzone, frazione di Campodenno, in Trentino. Fa parte della zona pastorale delle Valli del Noce e risale al XV secolo.

## Storia

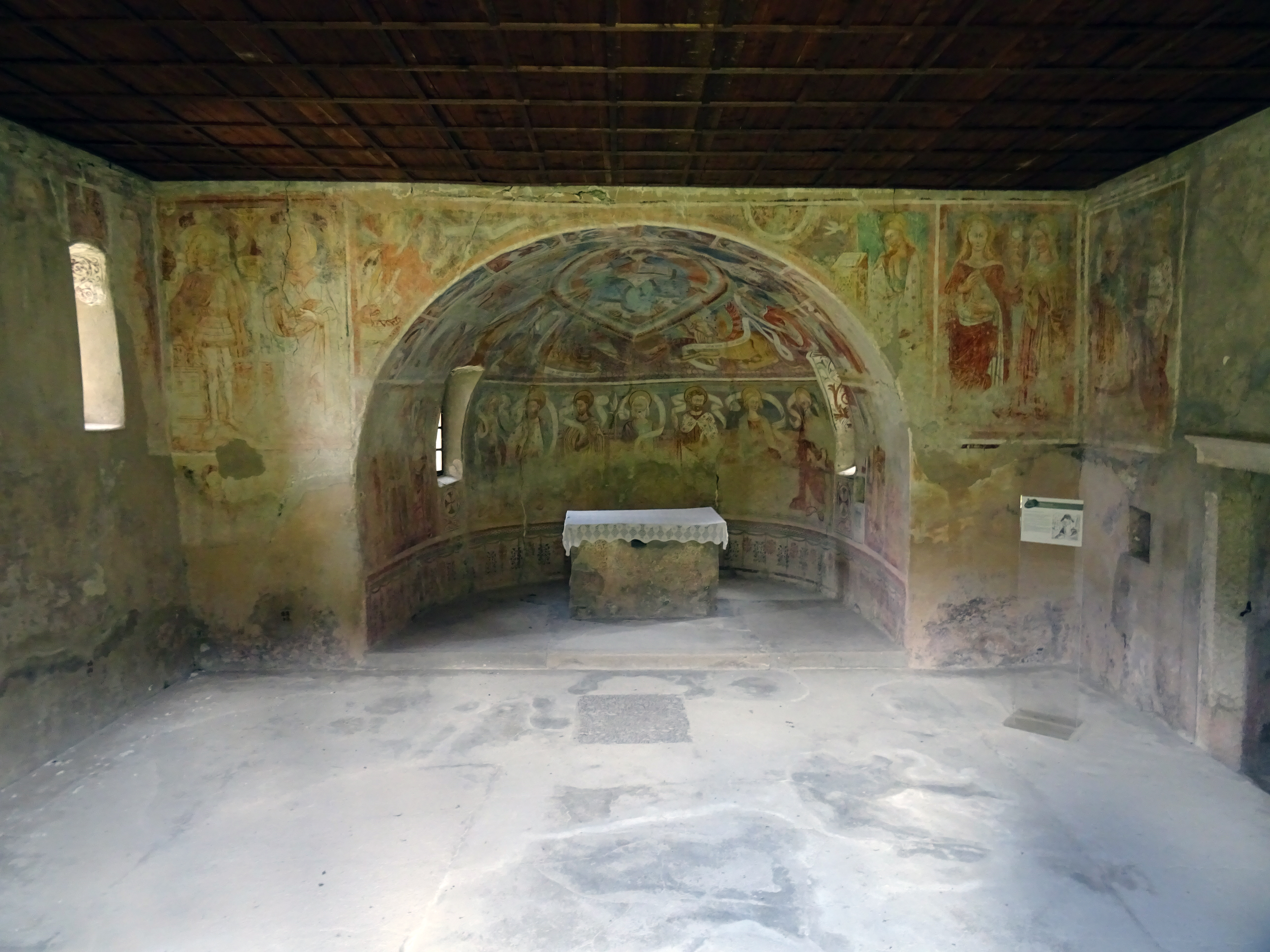
Interno

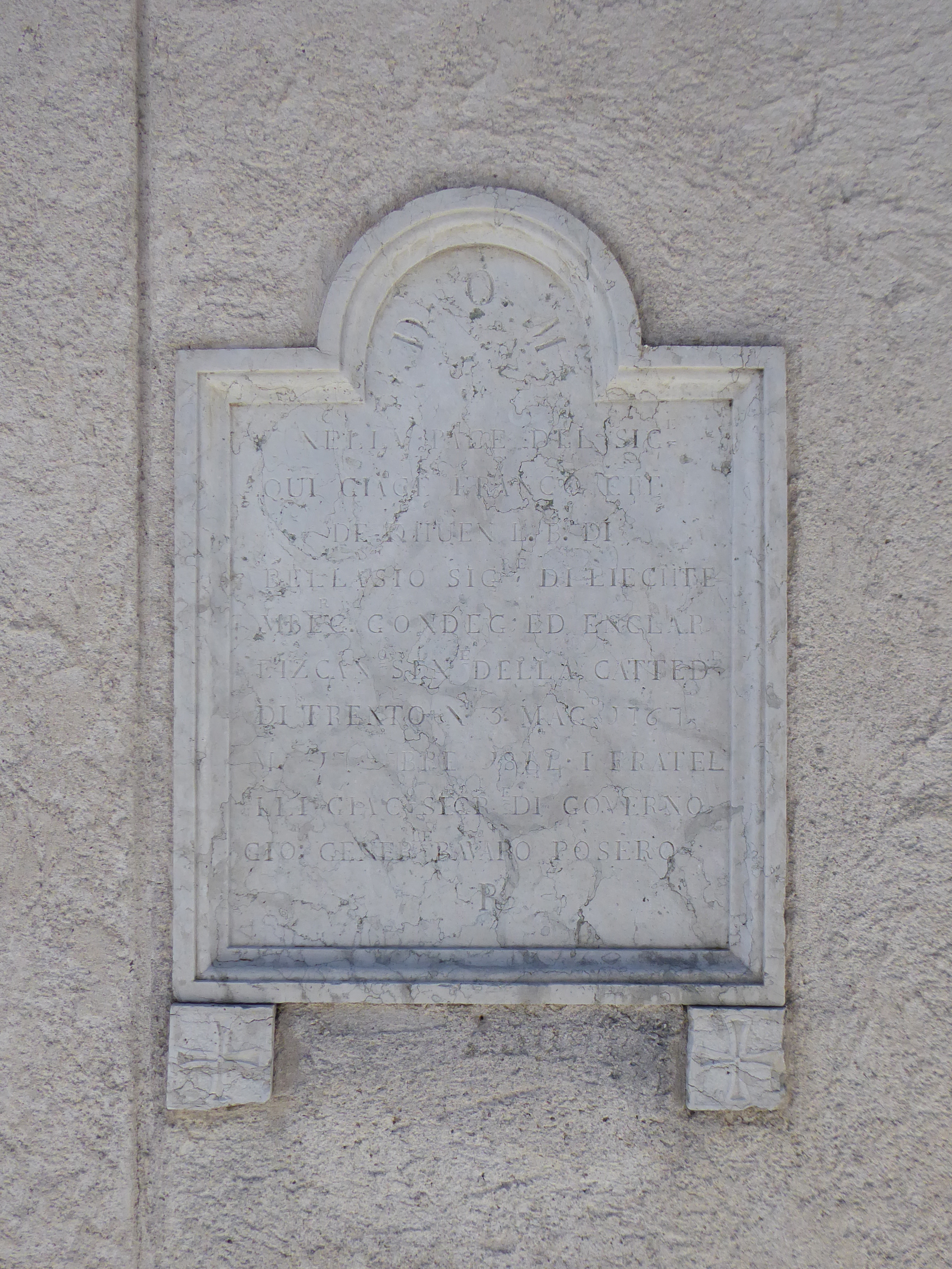
Lapide di Francesco Ferdinando Khuen Belasi

Secondo Simone Weber la prima citazione della chiesa di Segonzone risale al 1485, tuttavia sembra molto probabile che la sua costruzione sia avvenuta attorno alla metà del XV secolo, o comunque prima del 1473, l'anno in cui venne affrescata dai fratelli Giovanni Baschenis e Battista Baschenis.
Dagli Atti visitali del 1537 la sappiamo dedicata ai santi apostoli Filippo e Giacomo. Nella successiva visita pastorale del 1579 si ordinò di rimuovere la tomba di Carlo Khuen Belasi, di intralcio ai fedeli, ed è menzionata la presenza di tre altari consacrati: il maggiore dedicato ai santi titolari, i minori a san Cristoforo e alla Madonna del Rosario, privi tuttavia di pala. Quando nella visita pastorale del 1616 fu chiesto di dotare di una pala gli altari laterali, si preferì rimuoverli.
Gli Atti visitali dell'Ottocento ci consentono di capire le pessime condizioni dell'edificio, che tra l'altro non permetteva ai fedeli l'ingresso per via delle sue piccole dimensioni e per l'afflusso degli abitanti di Lover. Così nel 1859 si decise di costruire un nuovo luogo di culto più spazioso per i fedeli dei due paesi, la chiesa dell'Immacolata, consacrata nel 1865. Questa chiesetta, non più utilizzata e in stato di abbandono, fu ceduta all'asta dal comune di Lover per 300 fiorini e fu acquistata dai conti Khuen Belasi, che disponevano già prima del privilegio di avere un sedile riservato con inciso lo stemma della famiglia. Nel 1950 vi si tenne il funerale di Arbogast Khuen Belasi, ultimo conte del castello e ultimo membro della dinastia a trovare sepoltura presso la chiesetta.
Nel 1925-1926 l'intervento della Regia Soprintendenza ai monumenti di Trento salvò la chiesetta dalla rovina: si decise di riportare l'edificio al suo primitivo stato di chiesa romanica, demolendo le volte e le strutture di sostegno seicentesche e realizzando un soffitto piano. Il decoratore Giovanni Tomasi sistemò le crepe dei muri e pulì gli affreschi interni, senza ritoccarli.
Nel gennaio 1978 il direttore della rivista Vita Trentina, Vittorio Cristelli, lamentava lo stato di abbandono della chiesa, che rischiava di compromettere gli affreschi interni per via delle infiltrazioni d'acqua dal tetto danneggiato. Così nel 1979 si arrivò a un accordo tra la Provincia autonoma di Trento e i molti eredi proprietari, che permise di realizzare nell'anno seguente i necessari lavori di restauro del tetto.
La chiesa è di proprietà del comune di Campodenno dal 2000.

## Descrizione
La chiesa, circondata da un terreno prativo che era un tempo il suo cimitero, si trova a est del paesino di Segonzone, lungo la strada che conduce a Castel Belasi. 
La facciata a capanna, orientata a est, è resa asimmetrica dalla presenza della cappella laterale sulla destra. Un gradino di accesso precede il portale cinquecentesco architravato in pietra bianca e rosa, che si trova tra due finestre rettangolari protette da inferriate. A destra è murata una lapide che Giacomo e Giovanni Battista Khuen Belasi, signori del vicino castello, fecero erigere per il fratello Francesco Ferdinando, morto il 17 settembre del 1844. In posizione elevata sono presenti due mensole in pietra sulle quali poteva esserci un tempo appoggiata una piccola tettoia.
Si accede all'interno scendendo due scalini in legno, qui la navata unica quasi quadrata con soffitto piano in legno è completamente spoglia. A destra si apre la piccola cappella a pianta rettangolare elevata di un gradino, coperta da una volta unghiata. Più avanti è presente l'accesso architravato alla sacrestia. Al centro dell'abside semicircolare rientrante è presente l'altare in pietra. La zona absidale, elevata di un gradino, è interamente ricoperta dagli affreschi dei fratelli Giovanni e Battista Baschenis. Ai lati dell'abside si trovano due aperture strombate.
All'interno della chiesetta sono ancora visibili la lapide del conte Giovanni Battista Khuen Belasi, morto nel 1899 e, presso l'altare, la sepoltura di un certo Parolari, con l'iscrizione "Ossa R.D. Parolari. Obiit die 8 Ianuarii 1677".

## Gli affreschi dei fratelli Baschenis

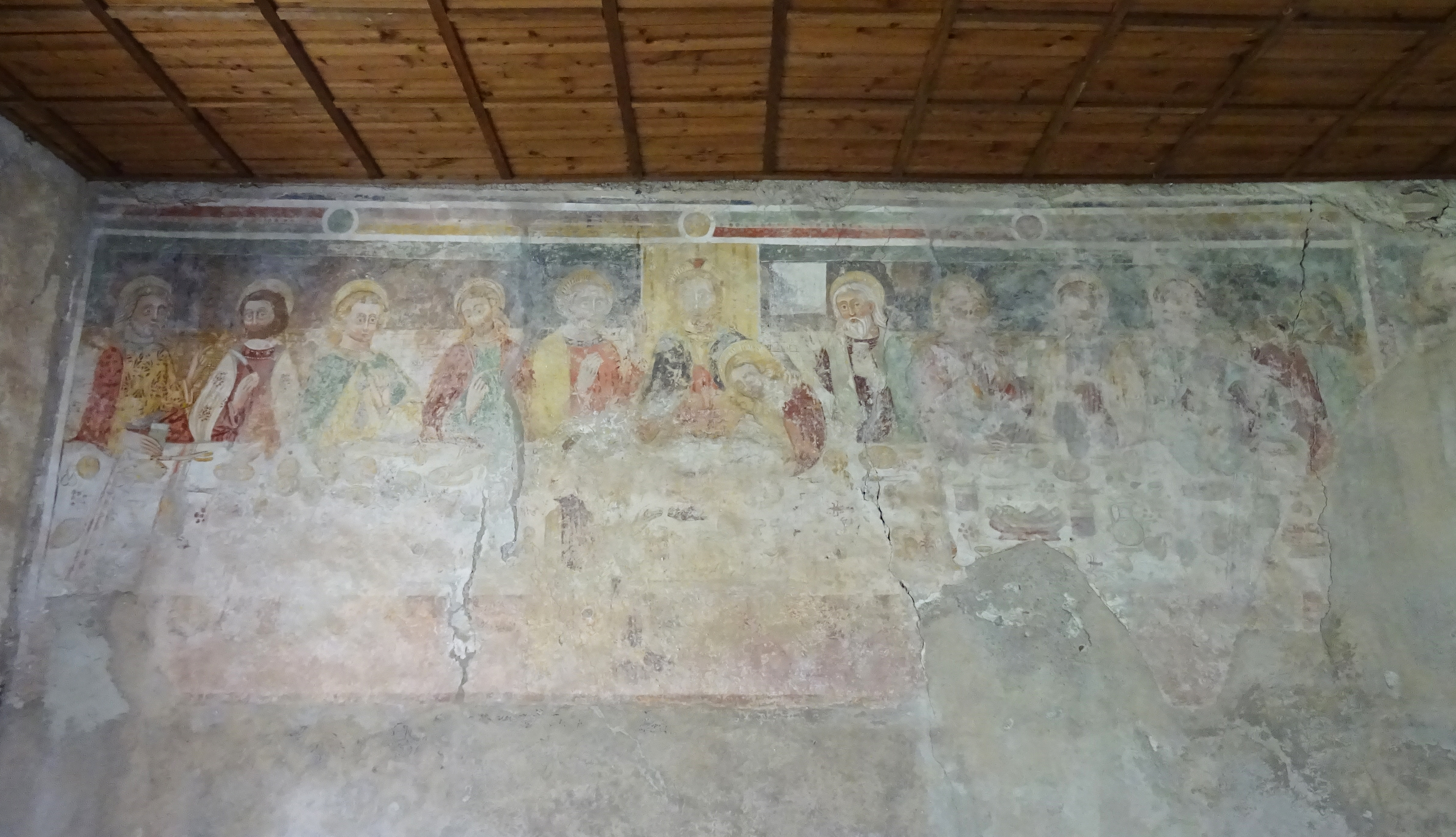
Ultima Cena

L'interno è ricco di affreschi, non tutti ugualmente conservati. Furono dipinti dai fratelli Giovanni e Battista Baschenis, figli di Antonio Baschenis, originari di Colla, nel comune di Santa Brigida, un paesino della Val Averara. Si spinsero in Trentino nel corso del settimo decennio del Quattrocento, forse al seguito del padre o dello zio Angelo Baschenis. I due fratelli lavorarono soltanto nelle valli di Non e di Sole, a differenza dell'altro ramo della famiglia attivo principalmente nelle Giudicarie. Dall'alta val di Sole, dove affrescarono la chiesa della Natività di Maria a Pellizzano, nel 1470, si spostarono a Rumo, nella chiesa di Sant'Udalrico (1471) e a Celledizzo, nella chiesa dei Santi Fabiano e Sebastiano (1473) e poi nella bassa val di Non. Qui tra il 1473 e il 1474 dipinsero gli affreschi di Segonzone e quelli della cappella di San Valerio, a Castel Valer, muovendosi infine a Pavillo, nella chiesa di San Paolo.

### L'abside

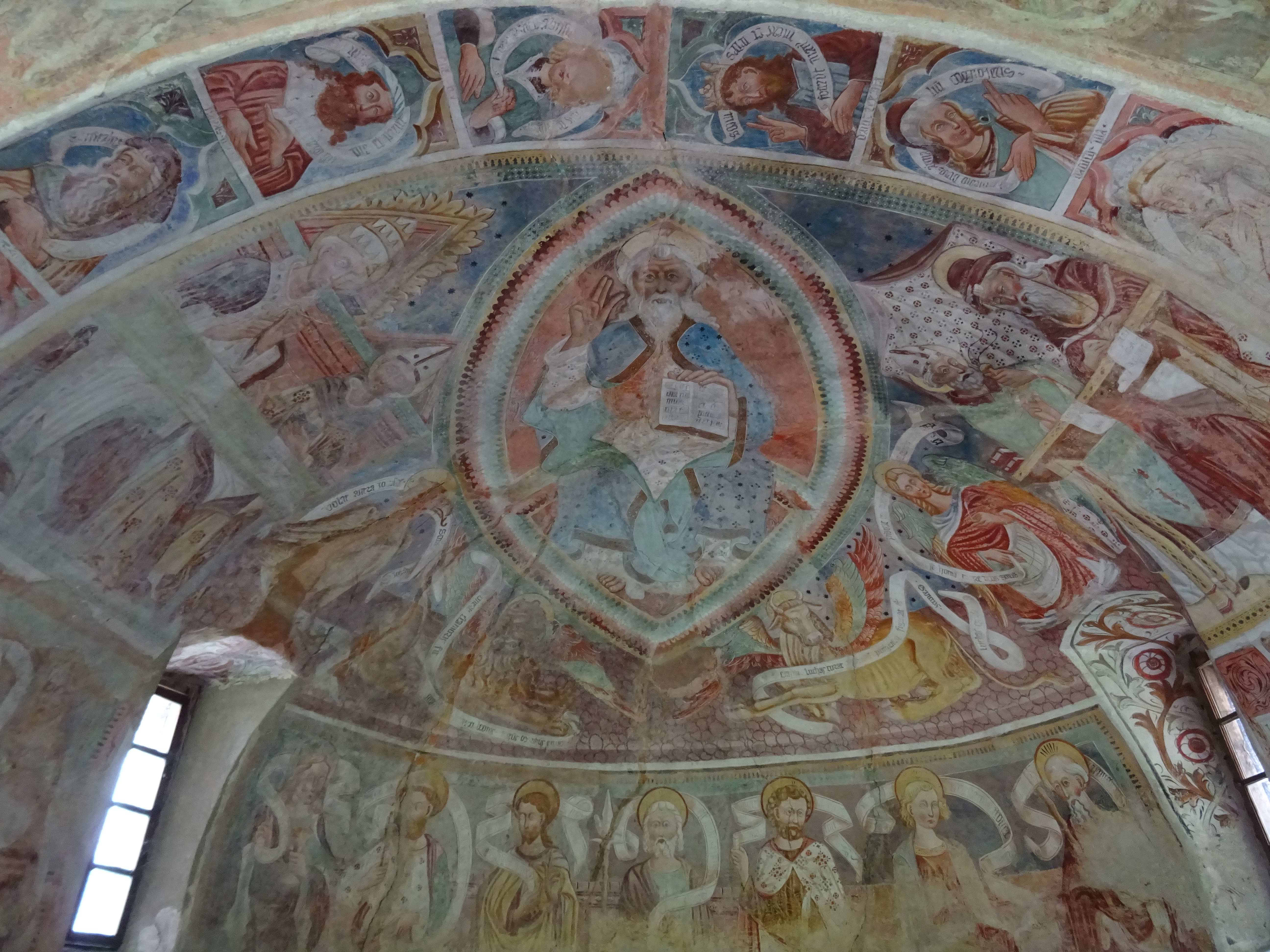
Affreschi dell'abside-Cristo Pantocratore

In alto nel centro del catino absidale spicca l'iconografia della Maiestas Domini, tipica dell'arte paleocristiana, nella quale Cristo in mandorla è raffigurato seduto su un trono con la mano destra in atto di benedire e la sinistra che regge il libro sacro, circondato dai simboli dei quattro evangelisti. Qui:
- Cristo, con faccia lunga e bocca piccola, lunga barba bianca tiene in mano il Libro in cui si legge: Ego sum lux mundi, via, veritas et vita, alpha et Ω, principium et finis.[16]

- Ai piedi del Cristo sono dipinti i simboli, circondati da cartigli che riportano passaggi dei rispettivi Vangeli, dei quattro evangelisti: l'aquila di Giovanni, il leone di Marco, il bue di Luca e l'uomo alato di Matteo.

- Accanto agli evangelisti sono raffigurati quattro Dottori della Chiesa sugli scrittoi: sant'Ambrogio, sant'Agostino, san Gregorio Magno e san Girolamo. La figura meglio conservata è quella di san Girolamo, sulla destra, rappresentato mentre scrive (riferimento alla traduzione in latino della Bibbia); dietro di lui è presente un manto con decorazioni a stampino, tipiche del primo periodo di attività dei due fratelli.[17]

- Sotto il catino absidale si susseguono i dodici apostoli, accompagnati da dodici cartigli che riprendono i versetti del Credo, non tutti chiaramente leggibili.[18]

- Nella fascia più bassa è dipinto un semplice drappeggio, con decorazioni a fiore o il motivo dell'aquila.[19]

### L'arco santo
Nell'intradosso dell'arco santo: 

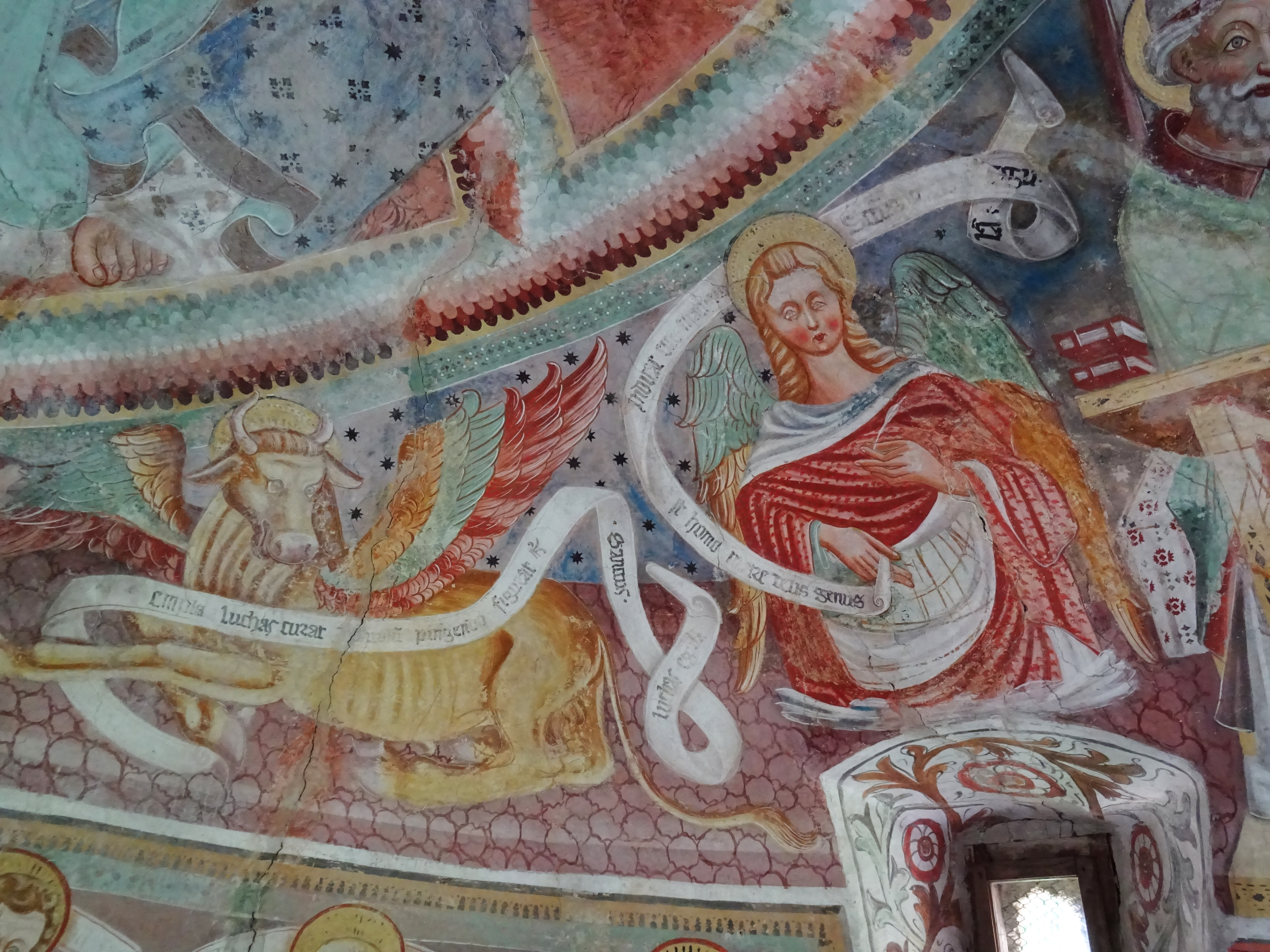
Dettaglio dei simboli di Luca e Matteo dal catino absidale

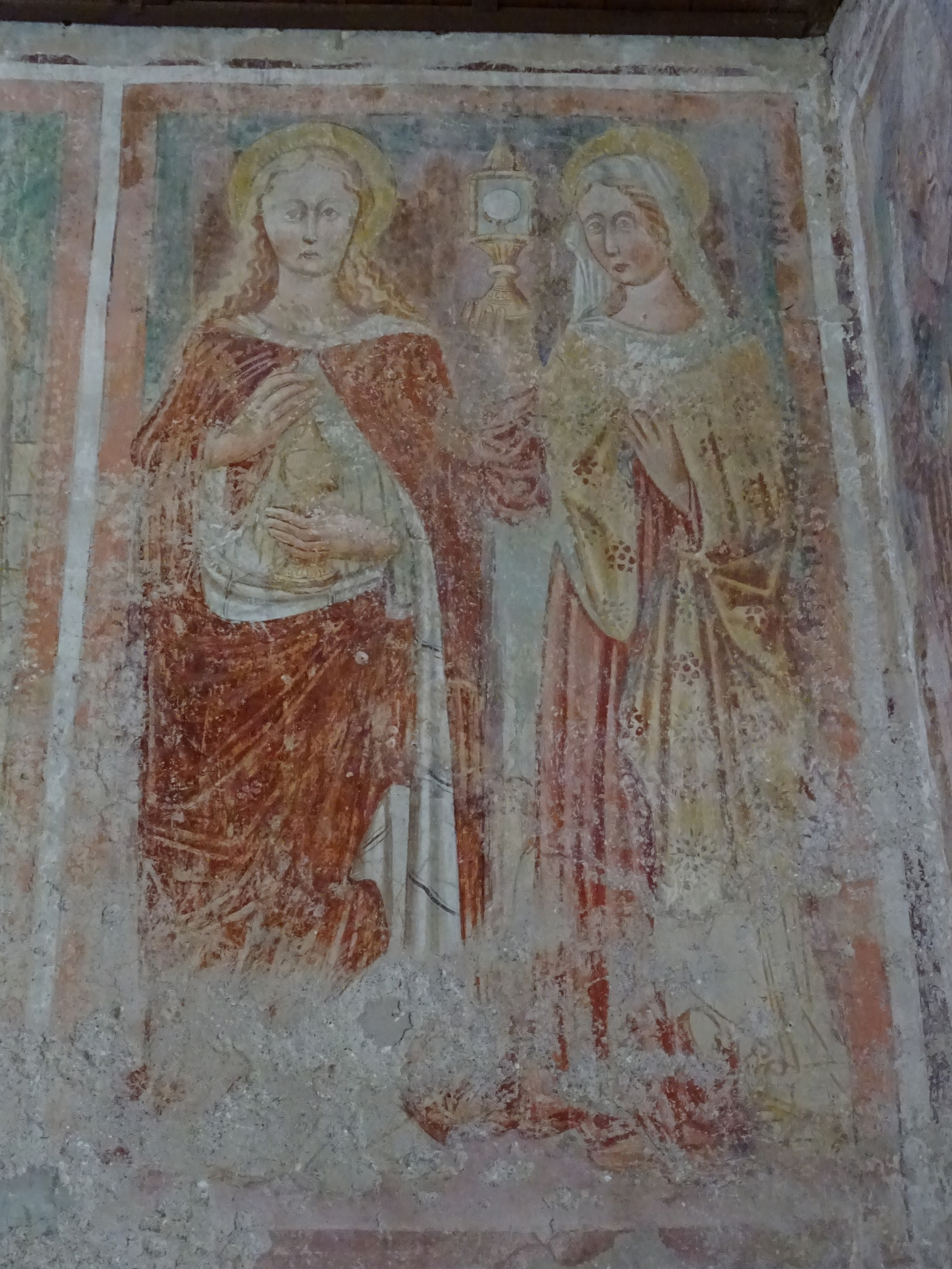
Sante Barbara e Maria Maddalena

- otto busti di profeti e re dell'Antico Testamento, ognuno con un cartiglio che riporta un passaggio biblico. Nella parte in basso a destra gli affreschi sono poco visibili.

Sull'arco santo:
- l'Annunciazione, con la Vergine Maria e l'angelo alla sua sinistra.

- A sinistra i santi Floriano, protettore dagli incendi, papa Fabiano, col triregno in capo e san Nicola di Bari, protettore dei bambini e delle ragazze che devono sposarsi, con tre mele d'oro sul libro.

- A destra, accanto a Maria, le due sante Barbara e Maria Maddalena.

### Le pareti laterali
Sulla parete destra:
- frontale la figura di san Sisto I, papa, in abiti pontificali.
- Accanto al papa, santa Caterina di Alessandria, che con la mano destra regge una ruota dentata, simbolo del suo martirio.

Sulla parete sinistra:
- l'Ultima Cena, in uno stato di conservazione piuttosto precario. Una cornice interrotta da tondi racchiude la raffigurazione: gli apostoli siedono sul medesimo lato di Cristo, che accoglie sul suo petto san Giovanni; soltanto Giuda Iscariota, non molto visibile qui eccetto la mano sinistra del tradimento sul tavolo, è seduto dall'altra parte, davanti a Gesù.[21] Sopra la tovaglia decorata sono presenti bicchieri con vino rosso, brocche, molti pani, un piatto di pesci (la parola greca per indicare il pesce, ΙΧΘΥΣ, era utilizzata dai primi cristiani per indicare Gesù Cristo), frutta e gamberi d'acqua dolce. Quest'ultimo animale, considerato cibo impuro dalla religione ebraica, è presente in più di cento Ultime cene della regione alpina,[22] dunque il suo significato doveva essere più esteso rispetto a quello di una semplice risorsa alimentare. La capacità di rinnovare il proprio carapace potrebbe ricollegare alla resurrezione di Gesù, oppure il modo di procedere all'indietro del crostaceo simboleggiare l'eresia o il tradimento di Giuda.[23][24]

In fondo alla navata è presente una Madonna coronata che mostra al Bambino una mela.